# Dysauxes minuta
Dysauxes minuta är en fjärilsart som beskrevs av Otto Staudinger 1921. Dysauxes minuta ingår i släktet Dysauxes och familjen björnspinnare. Inga underarter finns listade i Catalogue of Life.